# Барбур, Лайел
Лайел Барбур (англ. Lyell Barbour; 19 июля 1896, Блумингтон, штат Иллинойс — 22 мая 1967) — американский пианист.
Завершил своё профессиональное образование в Лондоне под руководством Тобайаса Маттая, в 1926 г. был удостоен золотой медали как лучший музыкант выпуска.
Гастролировал как концертмейстер с певицей Маргерит д’Альварес, выступал в дуэте со скрипачом Андре Манжо (их запись сонаты для скрипки и фортепиано Клода Дебюсси, как и её концертное исполнение, получили высокую оценку журнала Gramophone). Исполнял четырёхручный репертуар вместе с пианисткой Люсиль Уоллес. Считался специалистом по творчеству Фридерика Шопена.
Как отмечала в своих мемуарах пианистка Харриет Коэн,

за вычетом Падеревского, Корто и Гилельса, не могу припомнить никого столь чувствительного, чувственного и изысканного в своём пианизме, как Лайелл Барбур.